# Mathias Corvinus Collegium
Le Mathias Corvinus Collegium (MCC) est à la fois un think tank et un établissement d'enseignement privé hongrois créé en 1996, situé à Budapest puis implanté dans d'autres villes de Hongrie et d'Europe.
Il se réclame indépendant politiquement mais est étroitement lié au gouvernement de Viktor Orbán depuis l'élection de ce dernier. Il est présenté par ses détracteurs comme une institution visant à former une élite favorable à son parti, le Fidesz, disposant pour ce faire d'importants financements de l'État hongrois. Il ouvre aussi une branche à Bruxelles (MCC Brussels) en 2022.

## Histoire

### Création
L'organisation est nommée d'après Matthias Corvin, roi de Hongrie au XVe siècle.

### Renommage
En 2020, la Fondation Mathias Corvinus Collegium remplace la Fondation Tihany dissoute au sein du Collegium. Le Parlement hongrois transfère 10 % des actions de MOL Plc. et Gedeon Richter Plc. et les biens immobiliers sur la route de Somlói jusqu'à la Fondation.
En 2020, le MCC reçoit un afflux de fonds et d'actifs du gouvernement hongrois évalués à 1,7 milliard de dollars américains. En raison de ses liens étroits avec le gouvernement de Viktor Orbán, ses détracteurs décrivent le MCC comme un « vivier pour les futures élites favorables au Fidesz »,.

## Structure

### Activité

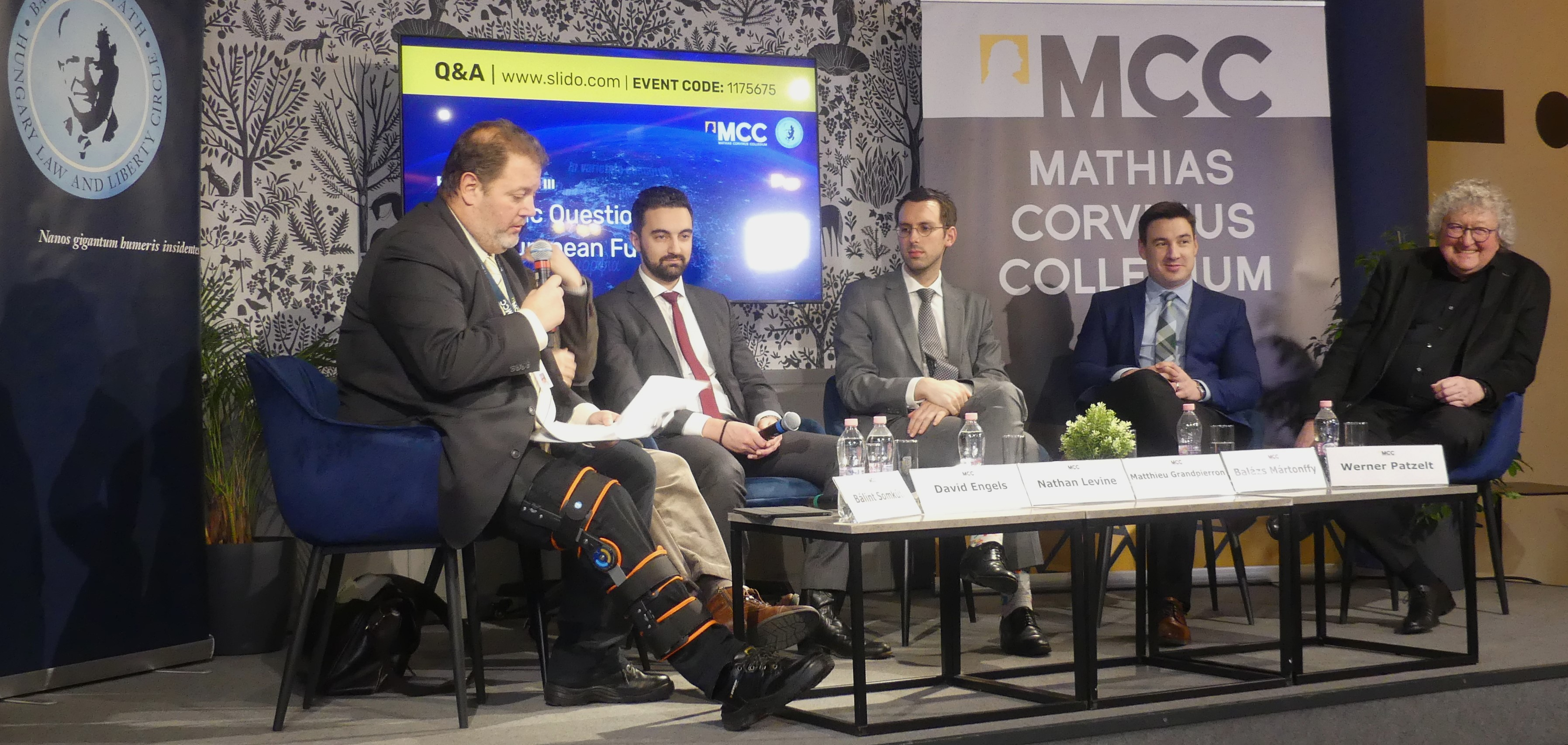
Au MCC Scruton : Panel sur les questions stratégiques pour un avenir européen

L'activité principale du MCC en matière d'enseignement s'appuie sur ses écoles d'études avancées et ses instituts de recherche. Fin 2022, le MCC compte 6 100 étudiants et 7 000 en 2023.

### Bourses d'études
Le MCC propose plusieurs bourses,.
En 2020, le MCC lance un programme de bourses de recherche invité MCC Visiting Fellowship, dans le cadre duquel des chercheurs et professeurs étrangers (et hongrois vivant à l'étranger) ont la possibilité de participer aux activités du MCC, de faire des recherches et d'enseigner dans les centres régionaux et de Budapest du MCC pendant une période de deux semaines à six mois.
En 2021, le MCC et la Fondation des initiatives hongroises, basée à Washington, DC, créent conjointement le programme de bourses de Budapest, un échange de 10 mois permettant aux jeunes chercheurs basés aux États-Unis de travailler et de faire des recherches à Budapest.

### Programmes pour les écoles secondaires et primaires
Depuis 2002, le MCC gère le programme de lycée qui offre une formation gratuite, incluant l'apprentissage à distance et les séances du samedi, aux lycéens les plus talentueux du bassin des Carpates. Ce programme complète le programme régulier du secondaire et aide les élèves à choisir un cheminement de carrière, à se préparer à des études plus poussées et à offrir un soutien initial pour la planification de carrière à long terme.
Depuis 2015, le MCC propose un « programme de talents (Youth Talent Program,) » parascolaires aux élèves du secondaire, vise à accroître l'enthousiasme des étudiants pour l'apprentissage, à les préparer à l'enseignement supérieur et à les guider dans leurs choix de carrière.
En 2021, le MCC annonce son intention d'étendre ses programmes à 10 000 élèves de lycée et d'école primaire dans 35 villes européennes où réside une population hongroise.

## Localisation

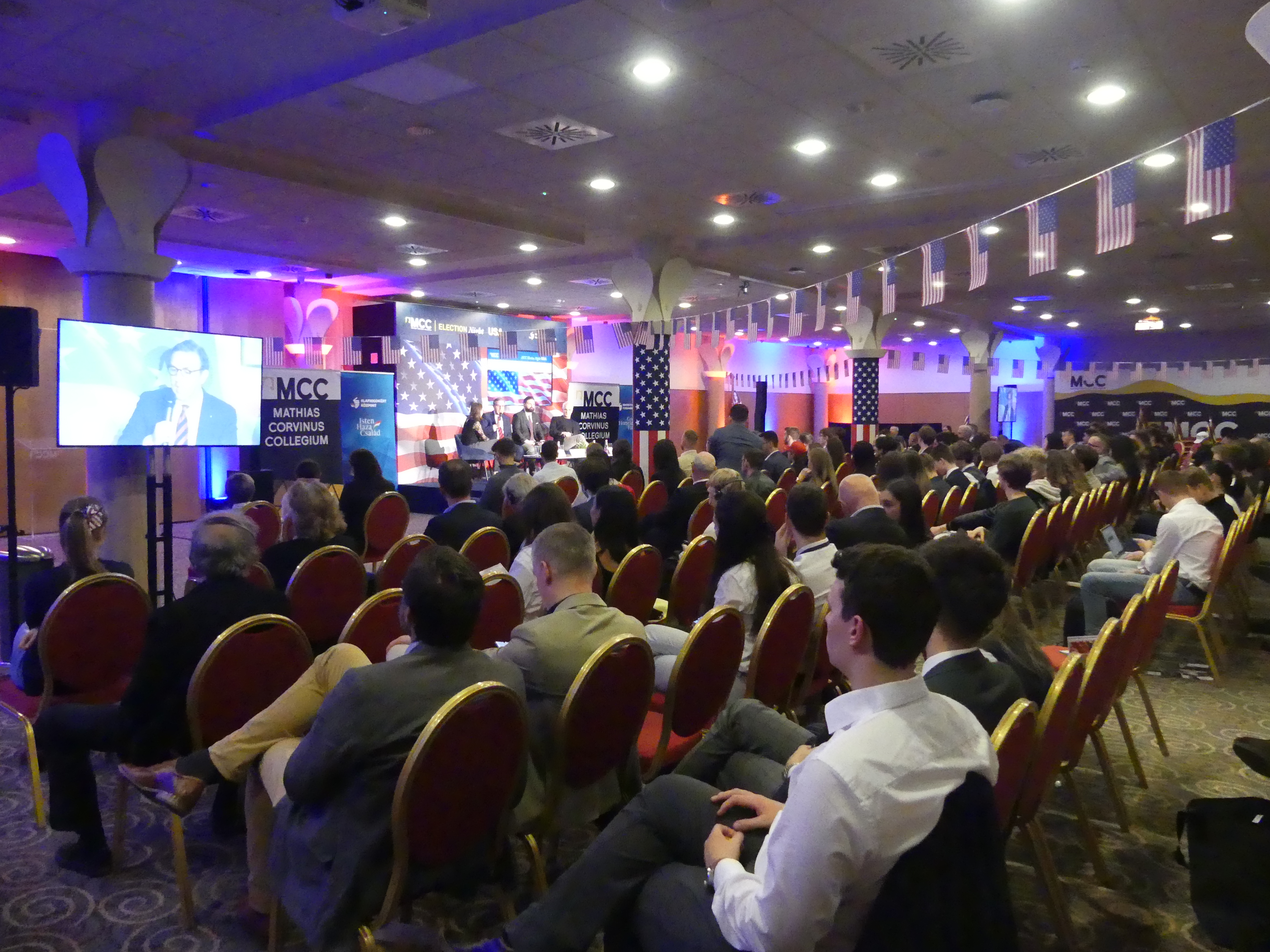
MCC Tas lors de la soirée électorale 2024 - Peter Boghossian, Gladden Pappin, Miklós Szánthó

Le site initial, l'ancien siège de la milice ouvrière sur la colline Gellért-hegy à Budapest, est progressivement agrandi pour inclure les locaux de l'Institut Balassi. Le 6 janvier 2021, le MCC lance un appel d'offres public pour une nouvelle construction sur le site de Gellért Hill, en remplacement des bâtiments actuels.
En 2023, le Mathias Corvinus Collegium compte 15 sites en Hongrie : Budapest, Győr, Szombathely, Zalaegerszeg, Veszprém, Székesfehérvár, Szekszárd, Pécs, Kecskemét, Szeged, Békéscsaba, Szolnok, Miskolc, Nyíregyháza et Debrecen.
Dans le bassin des Carpates, le MCC dispose de neuf centres, dont huit en Roumanie : Arad, Oradea, Satu Mare, Cluj-Napoca, Târgu Mureș, Miercurea Ciuc et à Sfântu Gheorghe et Odorheiu Secuiesc, tandis qu'en Ukraine, le MCC dispose d'un centre à Berehove. Au total, le MCC est présent dans 24 localités du bassin des Carpates.
Dans le cadre des projets de construction du MCC en milieu rural celui-ci entreprend la rénovation de plusieurs bâtiments historiques. Il s'agit notamment du Grand Hôtel Aranybika à Debrecen, de l'Hôtel Konferencia à Győr, de l'Hôtel Avas à Miskolc, du Casino des Officiers à Pécs, du camp d'enfants et de jeunes de Révfülöp, du Centre culturel Bartók Béla à Szeged, de l'ancienne salle de sport de Szekszárd, de l'ancien dortoir de la rue Petőfi à Szombathely et de l'ancien hôtel de ville de Zalaegerszeg,,,,,.
Le MCC ouvre un centre à Bruxelles en novembre 2022, dédié à faciliter la délibération politique et l'exploration approfondie des questions contemporaines. Le centre offre une plateforme aux intellectuels et aux experts pour débattre et évaluer le statut conceptuel et normatif de l'élaboration des politiques européennes. Son objectif est de faire connaître et d'influencer les décideurs politiques européens. En outre, le centre propose aux étudiants des cours éducatifs de courte durée et des séminaires sur des sujets liés à la pensée européenne et à l'élaboration des politiques de l'UE afin de mieux comprendre le processus politique et décisionnel européen,,[non neutre].

## Gouvernance
Le MCC est régi par une fondation dont les membres sont nommés à vie et ayant seul le pouvoir de cooptation de nouveaux membres. Le chef de son conseil principal est Balázs Orbán, qui a également été secrétaire d'État au cabinet de Viktor Orbán entre 2018 et 2022.

## Édition
En 2008, le Mathias Corvinus Collegium lance ses activités d'édition. La maison d'édition MCC Publishing House, officiellement lancée en 2011 a depuis publié plusieurs volumes. Les publications portent sur les grands débats sociaux, sociétaux et économiques déjà menés dans le monde anglophone et sur la vie et l'œuvre d'individus que l'institution considère comme exemplaires. En outre, il s'agit d'une opportunité de publication importante pour les professeurs, étudiants et anciens étudiants du MCC.

## Affiliation politique

### Proximité avec le gouvernement Orbán

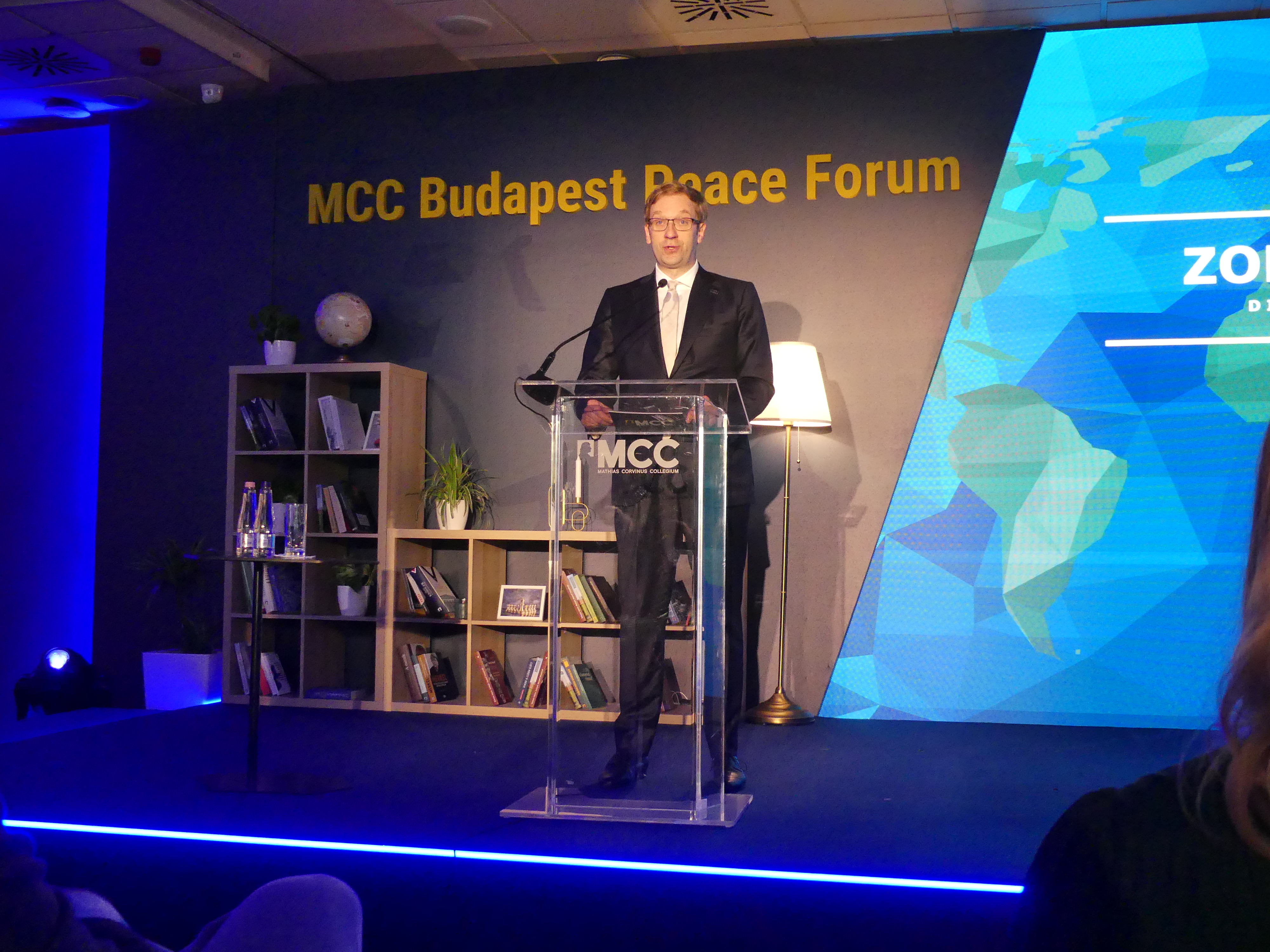
Zoltán Szalai s'adressant au Forum pour la paix du MCC de Budapest 2023.

Nombres de commentateurs considèrent le MCC très étroitement lié au gouvernement Orbán. Le directeur général Zoltán Szalai déclare dans une interview en 2020 que le MCC est idéologiquement indépendant, mais pas neutre en termes de valeurs : il vise à doter la prochaine génération de Hongrois des compétences nécessaires pour représenter le pays avec confiance dans une compétition mondiale.
En 2020, l'Assemblée nationale hongroise attribue une subvention de 10 % dans MOL et Gedeon Richter à la dotation du MCC, évaluée à 1,3 milliard de dollars américains, plus 462 millions de dollars en espèces et 9 millions de dollars en biens,. Cela provoque une controverse car de nombreuses personnalités éminentes du MCC sont associées au Fidesz et au cercle restreint du Premier ministre Viktor Orbán.
En mars 2025, le média d'investigation indépendant VSquare le présente comme  comme « une ONGOG — une organisation non gouvernementale organisée par le gouvernement — servant de façade au gouvernement de Viktor Orbán ».

### Liens avec des organisations conservatrices américaines
VSquare révèle dans une enquête les liens d'organisations illibérales comme le Mathias Corvinum Collegium — ainsi que l'Institut Ordo Iuris en Pologne — avec des organisations conservatrices américaines à l'origine du controversé Projet 2025, en particulier l'Heritage Foundation. L'objectif de ce rapprochement serait de fragiliser l'unité de l'Union européenne, de démanteler certaines de ses institutions politiques et de réduire le pouvoir de Bruxelles en promouvant des valeurs nationalistes et conservatrices.
En 2021 l'éditorialiste américain Tucker Carlson s'exprime lors d'une conférence sponsorisée par le Collegium,.